# Z 22500
Pour les articles homonymes, voir MI 2N.
,,
Les Z 22500, plus souvent nommées MI 2N Eole, sont des rames automotrices à deux niveaux circulant exclusivement sur la ligne E du RER d'Île-de-France. Elles sont équipées de trois larges portes par voiture et par face afin d'accélérer les échanges en station. Avec les rames Altéo de la RATP, les Z 22500 sont des MI 2N (pour Matériel d'Interconnexion à 2 Niveaux), conçus en commun entre la RATP et la SNCF afin de desservir respectivement les lignes A et E du RER. En dépit d'un aspect extérieur similaire, les matériels des deux transporteurs diffèrent par leur aménagement intérieur, leur motorisation et certaines caractéristiques techniques.

## Un matériel roulant nouvelle génération

### Description technique
Les rames Z 22500 (ou MI 2N Eole) sont la version SNCF des MI 2N.
Elles constituent une nouvelle génération d'automotrices de banlieue à deux niveaux, conçues uniquement pour la ligne E du RER. Elles ont été développées conjointement par la SNCF et la RATP.
Les Z 22500 sont au nombre de 53 rames, nombre déterminé en fonction de la desserte de la gare terminus du Plant-Champigny, option abandonnée au bénéfice de la desserte de Tournan. Elles sont composées de cinq caisses dont deux motrices encadrées par deux remorques aux extrémités et encadrant une remorque centrale ; par rapport aux MI 2N Altéo qui sont composées de trois motrices encadrées par deux remorques, les Z 22500 ont des performances d'accélération et de freinage moindres que celles de la version RATP. Leur aménagement est novateur par les trois portes par caisses et par face, qui les distinguent des Z 2N (Z 5600, Z 8800, Z 20500 et Z 20900). Elles peuvent transporter 2 500 personnes dont 1 100 assises[pas clair].
Les Z 22500 sont bicourant (continu 1,5 kV / monophasé 25 kV-50 Hz). Cela ne leur est pas utile en service sur le RER E mais sert lors de certains déplacements de maintenance. Elles sont utilisables aussi bien sur quais hauts (type RATP) que normaux (SNCF), avec nécessité d'utilisation de marche-pieds dans le cas de quais bas, comme à la gare de l'Est ce qui n’est plus le cas aujourd’hui en raison du rehaussement des quais.
Contrairement aux MI 2N Altéo de la RATP, les Z 22500 ne sont pas équipées de la ventilation réfrigérée, ni du système d'aide à la conduite, à l'exploitation et à la maintenance (SACEM) utilisé sur le RER A.
Les Z 22500 mesurent 112 mètres, et sont capables d'atteindre une vitesse de 140 km/h. Une rame neuve valait à la commande 10 M€.
Une rame est composée de la façon suivante :
- ZRBxe221500 - ZBxe22500 - ZRBe222500 - ZABe22500 - ZRBxe221500

Les voitures ZBxe et ZRBe sont toujours impaires, tandis que les voitures ZABe sont toujours paires. Par exemple, la rame 10E est composée de la manière suivante :
- ZRBxe221519 - ZBxe22519 - ZRBe222519 - ZABe22520 - ZRBxe221520

Les ZRBxe sont équipées de pantographe et de cabine de conduite mais ne sont pas motrices, ce qui provoque parfois une confusion dans les esprits.
La lettre indice « e » (voiture à deux niveaux) est facultative comme sur cette photo où est inscrit seulement « ZRBx 221568 ».

### Aménagement intérieur
Les MI 2N bénéficient d'un aménagement intérieur totalement différent par rapport aux Z2N (Z 5600, Z 8800, Z 20500 et Z 20900) : il se distingue par la création d'espaces différenciés selon la longueur du voyage : courts trajets sur les plates-formes, trajets moyens au niveau inférieur et trajets plus longs au niveau supérieur, en mezzanine. Le passage d'une voiture à l'autre s'effectue au niveau bas des trois véhicules centraux de chaque rame grâce à des portes à chaque extrémité de caisse. L'accès à l'étage supérieur se fait par un escalier unique, contrairement aux MI 2N Altéo circulant sur le RER A. Pour optimiser l'environnement du voyageur, de larges baies améliorent l'espace et la vision. Matériaux, couleurs et éclairage concourent à installer une ambiance reposante par une domination de teintes douces et lumineuses. Les sièges ont été étudiés pour concilier les besoins de confort avec la garantie d'une bonne résistance à l'usage et au vandalisme. Les rames Z 22500 sont la dernière génération de rames franciliennes à disposer d'espaces de 1re classe. L'aménagement intérieur diffère selon la classe ; en 1re classe, les compartiments sont équipés de sièges rouges avec accoudoirs dans une disposition 3+1 tandis qu'en 2e classe les sièges sont gris, sans accoudoirs avec une disposition 3+2. Avec la suppression de la 1re classe sur le RER en 1999, l'aménagement des voitures ex-1re classe est resté inchangé (accoudoirs, disposition des sièges 3+1) mais avec, cependant, l'ajout sur les sièges de coques rigides anti-usure, déjà présentes sur la version Altéo des rames du RER A ; les tissus rouges ont été remplacés par des tissus gris comme en 2e classe, afin d'homogénéiser.
L'accès à chaque voiture est assuré par trois portes d'une largeur de deux mètres chacune, ce qui facilite et fluidifie les échanges montées/descentes et réduit le temps de stationnement à quai. À la différence des MI 2N Altéo, il n'est pas possible d'accéder au niveau supérieur des Z 22500 en passant par la plate-forme du milieu de chaque voiture, ceci n'est possible qu'en passant par les plates-formes situées aux extrémités des voitures.
Les trains bénéficient des derniers perfectionnements en matière de sécurité active : contrôle de vitesse continu, automatisme de freinage, liaison radio bi-mode RST/GSM-R et contrôle télévisé des quais (3 écrans). Ils sont également équipés des dispositifs de sécurité passive étudiés pour les nouvelles générations de TGV (absorbeurs d'énergie, système anti-chevauchement entre chaque voiture) destinés à garantir la sécurité des passagers et du conducteur, en cas de collision ; ils disposent également d'une brosse centrale pour la « reconnaissance tunnel » de la ligne E.

Galerie de photographies
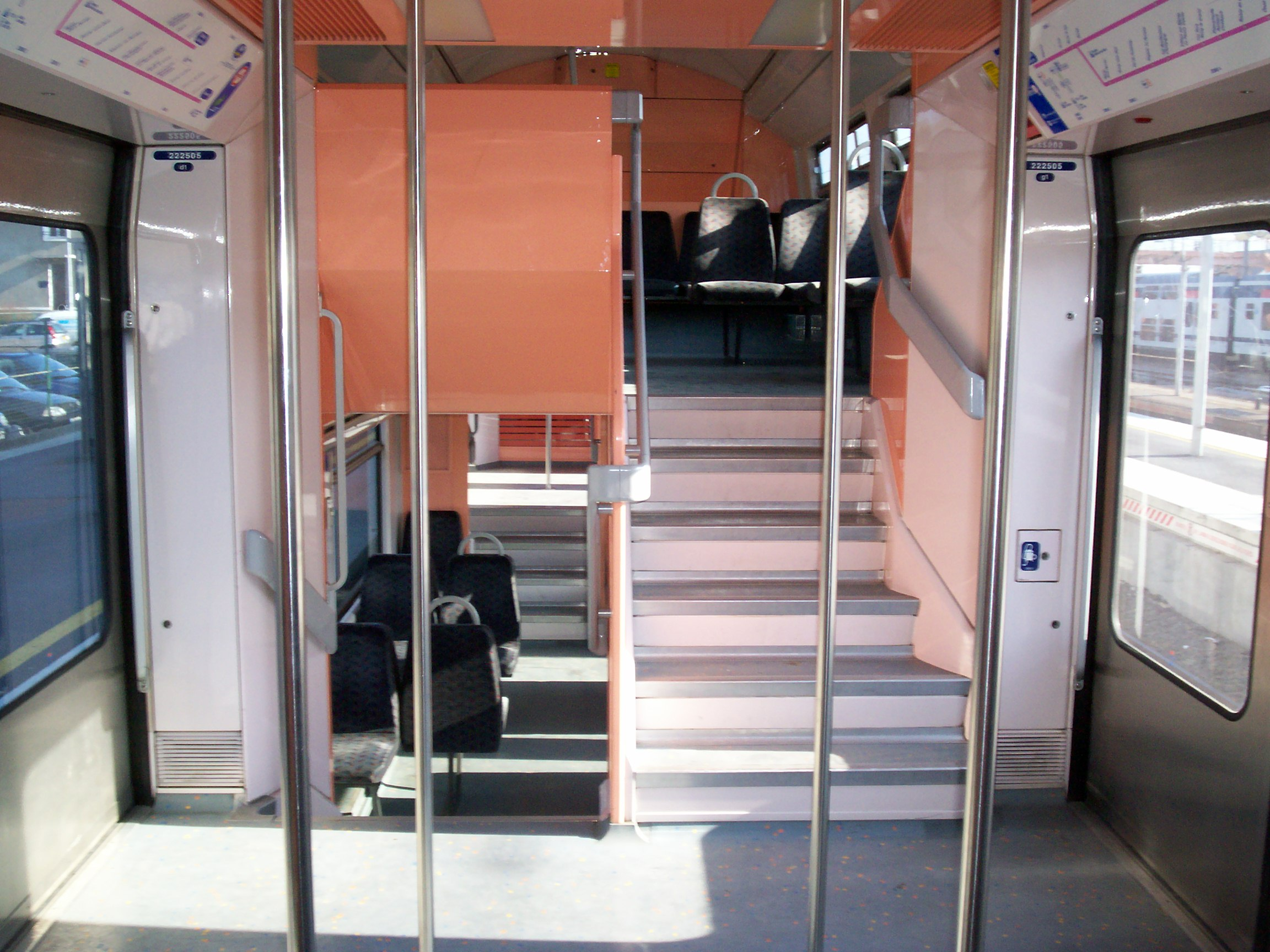
Vue des deux niveaux depuis une plate-forme d'extrémité.
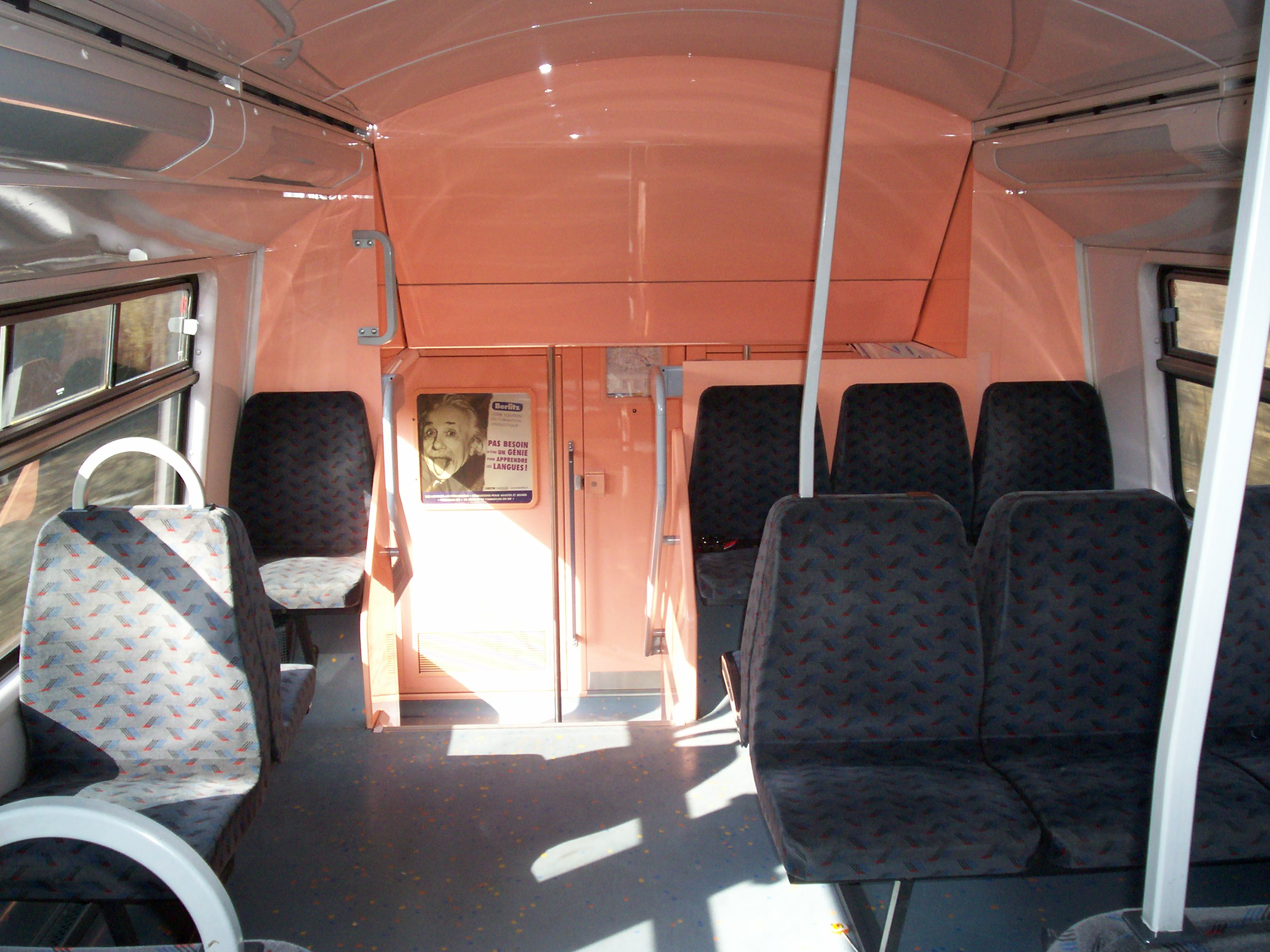
Second étage d'une voiture.
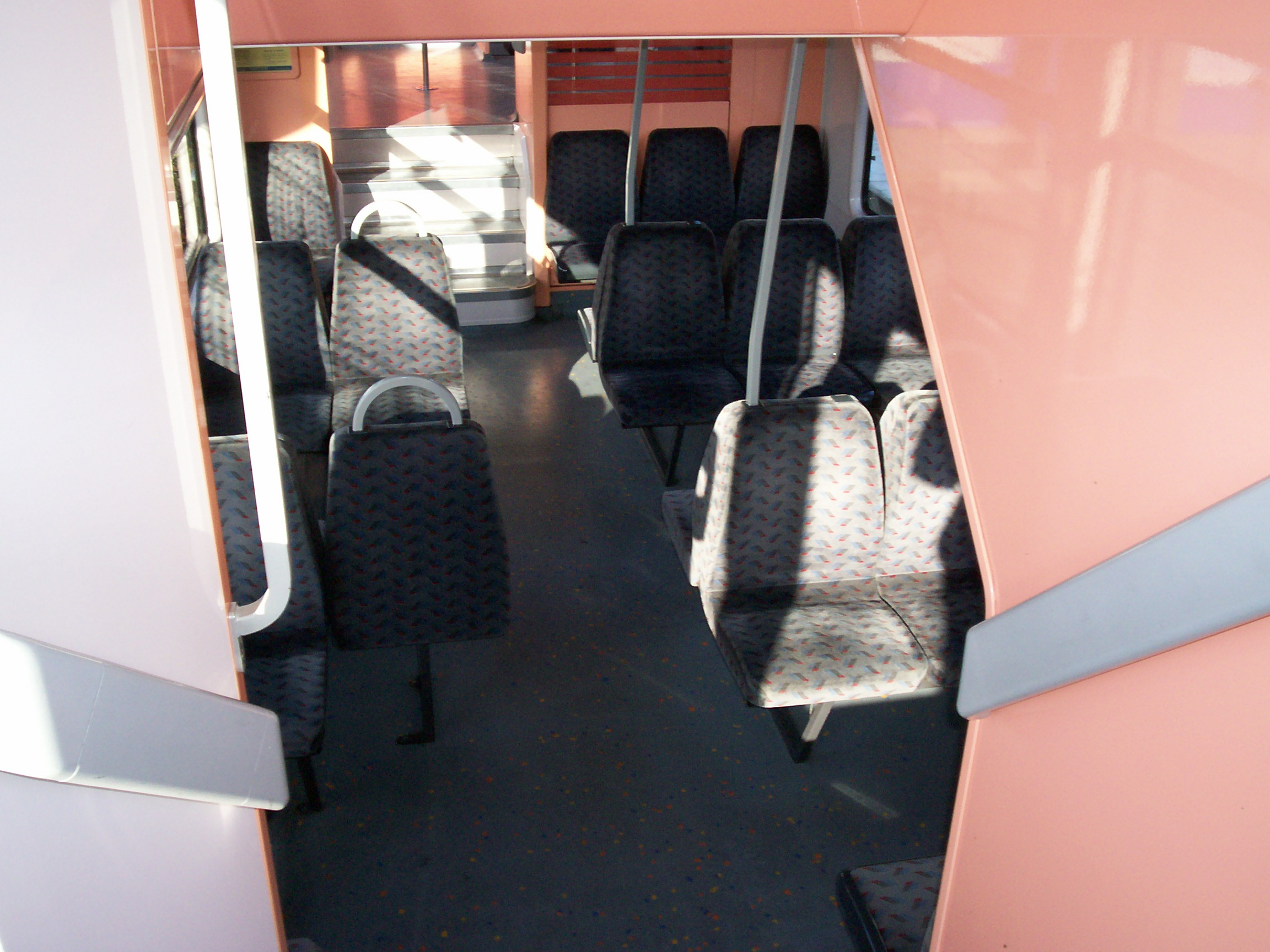
Vue d'une salle basse.
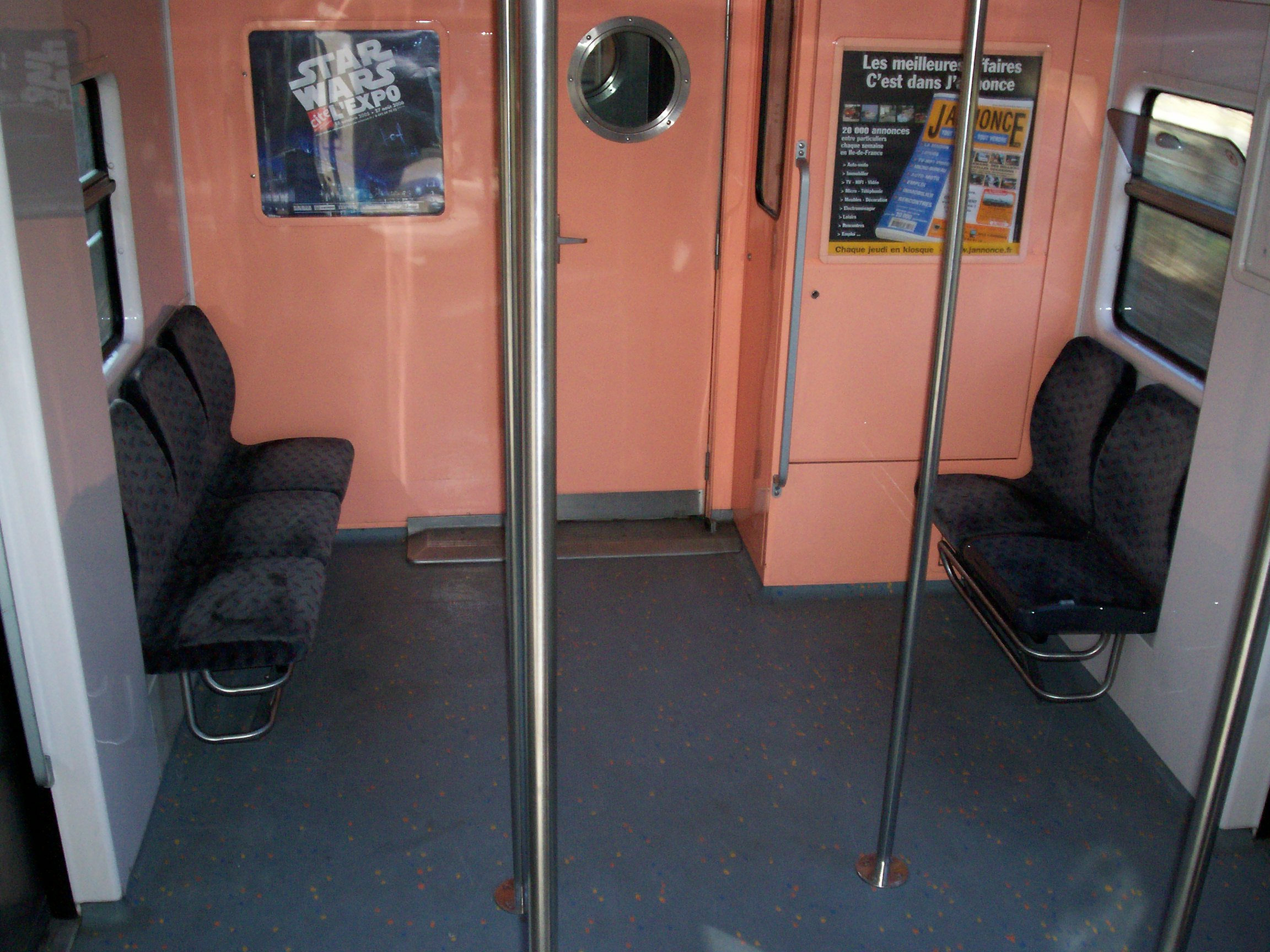
Vue de la plate-forme d'extrémité de la voiture centrale.

### Services assurés
Avant la mise en service de la ligne E, les éléments MI2N déjà livrés progressivement depuis 1996 sont d'abord utilisés sur les trains de banlieue au départ de Paris-Est, d'abord pour des marches à blanc, puis en service voyageurs afin de former et préparer les conducteurs sur ce matériel avant l'ouverture officielle du RER E à l'été 1999, 12 autres éléments ont également circulé sur la banlieue de Saint-Lazare sur les missions Paris-Saint-Lazare - Nanterre-Université et Maisons-Laffitte durant le service d'hiver 1998/99 (de septembre 1998 à juin 1999). Ces éléments MI 2N étaient alors réduits à quatre caisses, permettant ainsi de les faire circuler en unité double (2 fois 4 caisses) tout en étant suffisamment courts pour les quais de faible longueur de Paris-Saint-Lazare. Faire circuler ces MI 2N sur la banlieue de Saint-Lazare permettait de garder la garantie du constructeur en attendant leur utilisation pour laquelle elles avaient été commandées. Pour les mêmes raisons, d'autres rames ont été injectées sur des missions Paris-Est - Chelles.
Toutes réaffectées au RER E lors de sa mise en service en 1999, les Z 22500 sont en excédent pour la ligne, celle-ci étant limitée à Villiers-sur-Marne au lieu de Tournan comme le prévoyait le projet de la ligne. De ce fait, au printemps et à l'été 2001, cinq rames ont de nouveau été mutées sur la banlieue Saint-Lazare, mais en gardant cette fois leur composition à cinq caisses. Elles ont été engagées sur des missions Paris-Saint-Lazare - Nanterre-Université et Paris-Saint-Lazare - Cormeilles-en-Parisis. Cela permettait de libérer une automotrice Z 6400 en vue de la modernisation de la série, et de moins solliciter les rames tractées par des locomotives BB 17000 souvent défaillantes.
De 2001 à 2003, 48 rames ont donc été affectées au RER E (entre Haussmann - Saint-Lazare et Chelles - Gournay ou Villiers-sur-Marne).
Entre 2003 (date de l'extension de la branche E4 du RER E jusqu'à Tournan) et 2015, toutes les rames Z 22500 sont engagées sur l'intégralité des trains du RER E. Depuis, elles partagent cette tâche avec quelques Z 50000 venues en renfort sur la ligne.
Une option de 50 rames Z 22500 supplémentaires avait été proposée pour le premier prolongement ouest du RER E vers Versailles et Saint-Nom-la-Bretèche, option qui ne fut jamais levée compte tenu l'abandon de ce premier projet.
Dans des cas exceptionnels, les Z 22500 peuvent circuler sur la ligne P du Transilien, principalement sur la desserte Paris-Est – Meaux, en cas d'indisponibilité provisoire du matériel habituel de la ligne, qui dépend du même atelier de maintenance situé à Noisy-le-Sec. Ceci permet de ne pas pénaliser les voyageurs en leur évitant d'éventuelles suppressions de trains.

### Fin de carrière
Les rames seront intégralement remplacées par des Z 58000 (ex-RER NG) pour le prolongement du RER E à Nanterre-La Folie en 2024 et à Mantes-la-Jolie (date non-connue en raison d’un arrêt temporaire). Un transfert sur les lignes L et J vers Cergy-le-Haut et Ermont - Eaubonne (avec transfert des Z 50000 de ces axes sur les branches de Versailles-Rive-Droite et de Saint-Nom-la-Bretèche en remplacement des Z 6400), envisagé précédemment, est exclu en décembre 2018 avec l'achat de rames Z 50000 supplémentaires pour équiper intégralement ces lignes.
Après leurs remplacement par le RER NG, ces rames seront définitivement radiées, sans la moindre réaffectation vers une autre ligne du réseau Transilien et même du réseau ferroviaire français en général, toutes les pistes et hypothèses de ligne où ces rames auraient pu être réaffectées furent abandonnées :
- Sur le réseau Transilien Paris-Saint-Lazare : le remplacement des rames VB2N par les Z 22250 fut abandonné, par la décision de commander des tranches supplémentaires de rames Francilien (Z 50000). Quant au remplacement des Z 8800 de la ligne U du Transilien, cela aurait posé problème en raison des quais bas entre Versailles Chantiers et La Verrière. Elles seront remplacées dans un premier temps par des Z 20500 de type « hybride »(caisses de Z 5600/8800 et VB2N)puis dans un second temps par des Francilien (Z 50000).
- Sur le réseau de Paris-Montparnasse : le remplacement des rames VB2N, a eu lieu avec la commande de rames Regio 2N, les Z 22500 auraient été inadaptées pour les quais bas des gares de la ligne, (un rehaussement complet des gares aurait couté trop cher) et le Regio 2N allait harmoniser la hauteur des quais pour les gares à dessertes communes (ligne R et TER), TER déjà exploitées par le même type de matériel.
- Sur la ligne C du RER : les rames Z2N de première génération (Z5600 et Z8800) seront remplacés par des rames Z 20500 libérés du RER D en attendant les Z 2N-NG, plus adaptées au caractéristiques de la ligne (gares majoritairement peu fréquentés ne nécessitant pas forcément d'un nombre de portes importantes comme 3 par caisses) et possédant un grand nombre de gares à quais bas, inadapté pour les MI2N, un rehaussement complet aurait été trop coûteux.
- Sur la ligne B du RER : les MI79/84 en fin de vie auraient pu être remplacés par les MI2N en augmentant la capacité voyageurs par rapport à la présence de deux étages mais incompatible avec les infrastructures de la ligne B, le MI20 sera commandé spécifiquement pour ça.
- Sur la ligne R du Transilien : présence de quais trop bas, peu de stations, un remplacement des rames par des MI2N aurait nécessité seulement un petit nombre et aurait rendu la majorité des rames de l'effectif inutilisables, les Regio  2N furent commandés à la place.
- Sur la ligne D du RER :les Z 20500 inadaptés en termes d'échanges voyageurs seront envoyés sur le RER C afin de remplacer les Z2N de première génération (Z5600/Z8800) auraient pu être remplacées par les MI2N du RER E, cependant les RER NG ont été commandés pour ça, les MI2N auraient été insuffisant, la présence d'une autre type de matériel aurait complexifié l'exploitation de la ligne et aurait entrainé des surcouts en formation de personnels et en infrastructures.

Le non-transfert de ces rames sur d'autres réseaux peut également s'expliquer par des contraintes techniques, matérielles et financières : construction de nouvel atelier de maintenance pour ces rames, un surcoût pour la formation de nouveaux conducteurs et du personnel de maintenance, leurs incompatibilité avec les systèmes de communication moderne, utilisés dans les rames de nouvelles générations.

## Parc

### Rames particulières
- La rame 01 E, rame de pré-série aujourd’hui radiée disposait d'un habillage intérieur différent des 52 et autres rames, au niveau des revêtements de sols, et des murs/parois internes.
- Deux rames dont la 09 E ont reçu une livrée spéciale pour l’inauguration du RER E, avec face avant toute blanche, ainsi que diverses décorations latérales.
- Les rames 04 E, 10 E, 28 E, 29 E et 52 E ont assuré des services de la banlieue de Paris Saint-Lazare entre 2001 et 2003.
- La rame 24 E est décorée intérieurement sous la forme d’une exposition représentant les arts et civilisations d’Afrique, d’Asie, d’Océanie et des Amériques, chaque voiture étant consacrée à un continent, avec plusieurs œuvres d’art[19].
- La rame 50 E est la seule rame à porter un blason, celui de Villemomble[20].